# Thomas W. Lamb
Thomas White Lamb (* 5. Mai 1870 in Dundee, Schottland; nach anderer Angabe 1871; † 26. Februar 1942 in Elizabethtown, New York) war ein US-amerikanischer Architekt schottischer Herkunft, der sich vor allem auf die Gestaltung von Theatern und Kinsosälen spezialisierte.

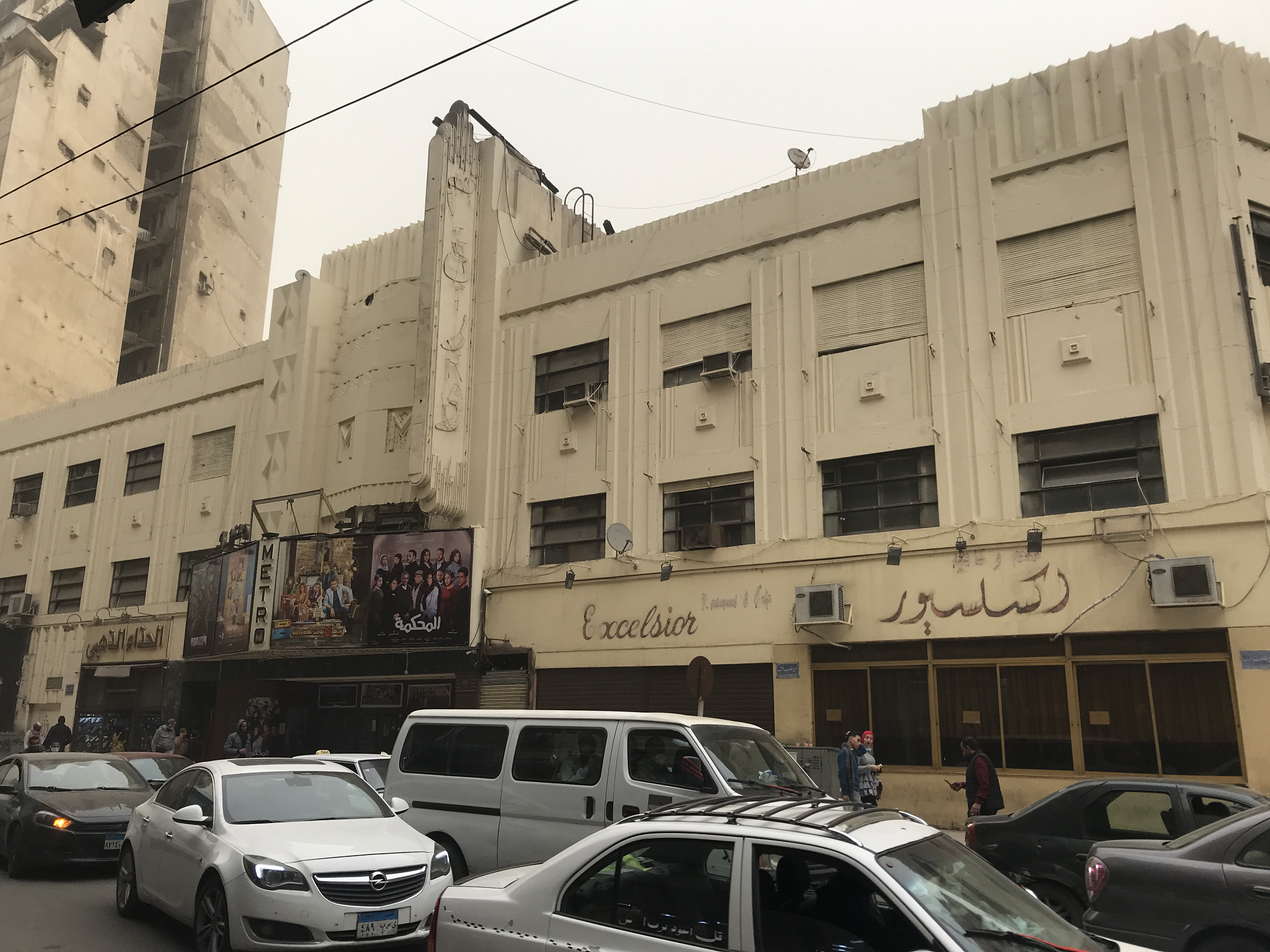
Metro Cinema in Kairo von 1939 (Ansicht 2021)

## Leben und Werk
Thomas W. Lamb kam im Alter von zwölf Jahren in die USA und studierte Architektur an der Cooper Union. Nach einigen Jahren im öffentlichen Dienst machte er sich selbstständig und wurde zu einem der gefragtesten Kinoarchitekten. Zu seinen Filmpalästen gehörten zahlreiche Säle der Fox Theatres und Loew’s Theatres. Zu seinen bekanntesten Werken zählen das Fox Theatre in San Francisco und das 1919 Capitol Theatre in New York, beide abgerissen. Erhalten geblieben ist das B.F. Keith Memorial Theatre in Boston (1928); heute Boston Opera House, Warner’s Hollywood Theatre (1930) in New York.
Lamb gestaltete auch mit Joseph Urban das Ziegfeld Theatre in New York, den dritten Madison Square Garden (1925) und das Paramount Hotel in Manhattan.

## Werke (Auswahl)
- 1919: Capitol Theatre in New York
- 1925: Madison Square Garten
- 1927: Ziegfeld Theatre in New York
- 1928: B.F. Keith Memorial Theatre
- 1929: Fox Theatre in San Francisco
- 1930: Warner’s Hollywood Theatre
- 1939: Metro Cinema in Kairo